# Замки ґуску та дотичні старожитності королівства Рюкю
Замки ґуску та дотичні пам'ятки королівства Рюкю — об'єкт Світової спадщини ЮНЕСКО, що складається з дев'яти пам'яток, розташованих на території префектури Окінава у Японії. Занесені до списку Світової спадщини ЮНЕСКО 30 листопада 2000 року..
До об'єкту спадщини входять дві утакі (священні місця на Окінаві; одне з них є священними воротами, інше — гаєм), мавзолей Тамаудун, сад та п'ять замків-гуску, чотири з яких нині перебувають в руїнах, а один реконструйований. Ці місця були внесені до списку Світової спадщини ЮНЕСКО, оскільки вони багатогранно представляють культуру королівства Рюкю, що є сплавом японського й китайського культурних впливів та одним з найважливіших економічних і культурних «мостів» між цими двома державами.
Занесені до списку ЮНЕСКО пам'ятки належать до різних періодів історії королівства Рюкю протягом 500 років (з XII по XVII століття).